# Taxus

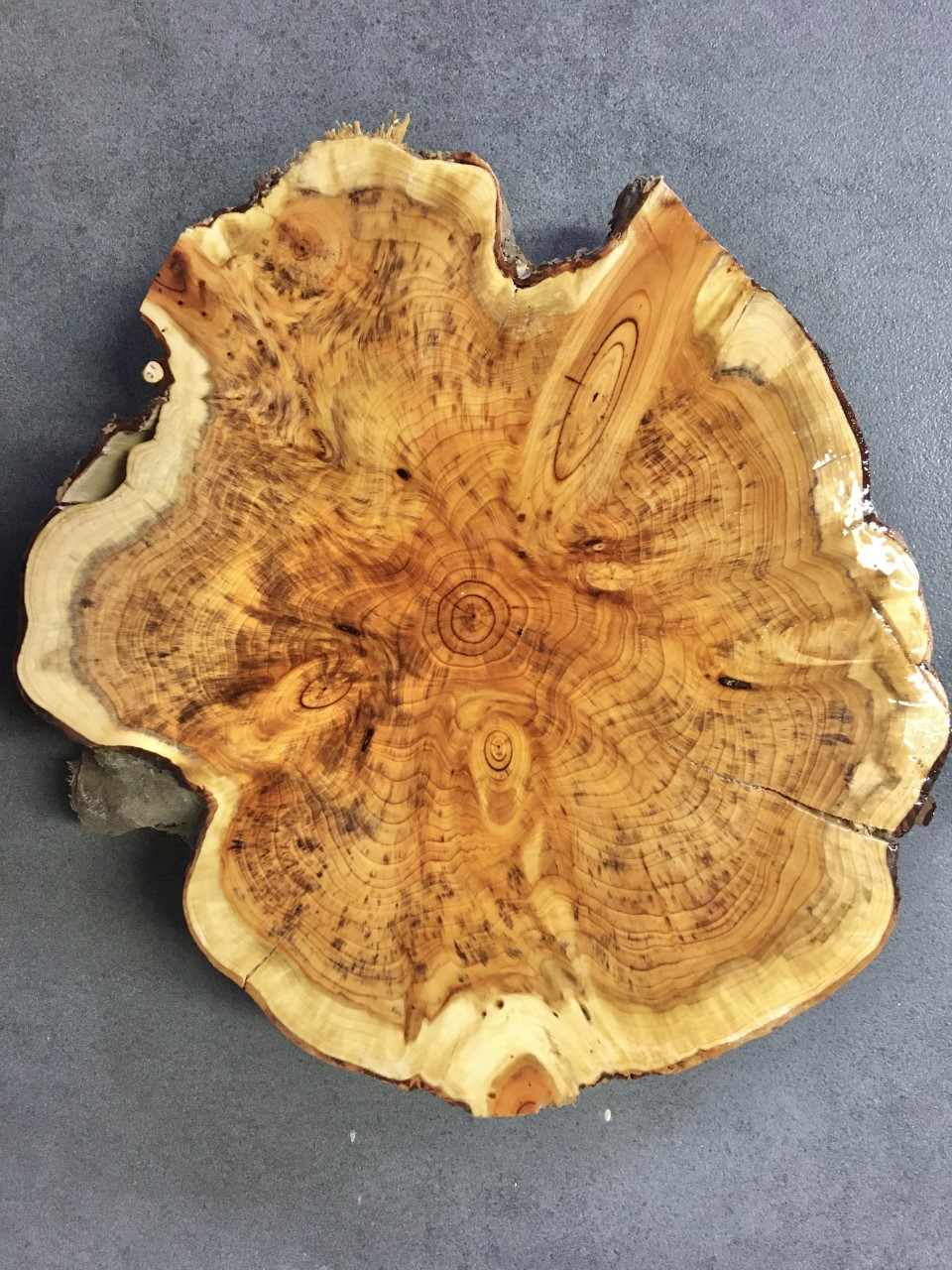
Grillige, fijne jaarringen van Taxus baccata. Het crèmekleurige spinthout vaak sterk afgetekend.

Taxus is een geslacht van coniferen, meestal ingedeeld in de taxusfamilie (Taxaceae). Het zijn vrij traag groeiende bomen of struiken die zeer oud kunnen worden. De hoogte kan variëren van 2,5 tot 20 m en de boomstammen kunnen een omtrek tot 5 m bereiken. Ze hebben een roodachtige, purperen schors en lancetvormige, vlakke, donkergroene, lange naalden van 1–4 cm bij 0,2-0,3 mm. De stam is vaak onregelmatig.
Elke kegel bevat één enkel zaad, gedeeltelijk omringd door een gemodificeerde kegelschaal die zich aan het eind tot een zachte, heldere rode besachtige structuur ontwikkelt. Dit is een zaadmantel; deze is 8–15 mm lang en breed en open. Ze is rijp zes tot negen maanden na bestuiving en wordt dan (inclusief het omsloten zaad) gegeten door vogels, zoals lijsters, die de harde zaden onbeschadigd via hun uitwerpselen verspreiden. De rijping van de "besjes" wordt uitgespreid over twee tot drie maanden, zodat de kans op succesvolle verspreiding van de zaden wordt verhoogd. Taxussoorten zijn meestal tweehuizig.
Alle taxussoorten zijn aan elkaar zeer nauw verwant, sommige botanici behandelen alle als ondersoorten of variaties van enkel één wijdverspreide soort. Bij deze behandeling is de gebruikte soortnaam Taxus baccata, de eerste wetenschappelijk beschreven soort.
Het afwijkendst is Taxus sumatrana, die dunne, sikkelvormige geelgroene bladeren heeft. Taxus globosa is ook afwijkend met gebladerte dat tussen dat van de Sumatraanse taxus en de overige taxussoorten in zit.
Alle soorten taxus bevatten het zeer giftige taxine, een alkaloïde, met tussen de soorten enige variatie in de precieze formule van de alkaloïde. Alle delen van de boom behalve de schijnbessen (zaadomhulsels) bevatten de alkaloïde. De schijnbesjes zijn eetbaar en zoet, maar het zaad is erg giftig. In tegenstelling tot die van vogels kan de menselijke maag en die van verschillende andere zoogdieren de zaadhuid afbreken en taxine vrijgeven in het lichaam. Grazende dieren, in het bijzonder vee en paarden, worden ook soms dood gevonden na het eten van de naalden.

## Hout
Taxushout behoort tot de zwaarste en duurzaamste naaldhoutsoorten. Taxushout is in de kern oranjeachtig, bruin of soms purper. Het spinthout is geelwit of crèmekleurig en tekent zich sterk af tegen het kernhout. Het hout is hard, taai, vast, duurzaam en decoratief. Het hout werkt en scheurt weinig. Taxus groeit doorgaans traag, waardoor het hout een fijne structuur en nerf ontwikkelt, met fijne jaarringen en een fraaie tekening op het dosse vlak. Doordat taxus langzaam groeit en het vaak gedrongen bomen of struiken betreft, komt er niet veel bruikbaar zaaghout op de markt. Het is hierdoor relatief kostbaar.
Het hout is zeer buigzaam en wordt van oudsher en tot op heden vaak gebruikt om bogen van te maken.

## Etymologie en gebruik
De naam is afgeleid van het Oudgriekse τόξον (toxon) dat 'boog' betekent (waarvan ook het woord 'toxisch' afgeleid is). In de Noordse mythologie had Ullr, de god van de jacht, een paleis met de naam Ydalir (Taxusdal).
Uit sommige taxussoorten wordt de grondstof voor het kankermedicijn Paclitaxel gewonnen. Dit cytostaticum, dat gebruikt wordt bij chemotherapie, is bekend onder de merknaam 'Taxol', vernoemd naar de taxus.
De venijnboom (Taxus baccata) wordt veel aangeplant op begraafplaatsen. Met name in Engeland en Schotland vindt men vaak eeuwenoude exemplaren nabij kerken.
Men stelt soms dat deze boom als symbool van het lange leven, of als boom van de dood werd geplant. Een andere verklaring is dat venijnbomen werden geplant om landbouwers en herders te ontmoedigen hun dieren op de begraafplaatsen achter te laten, aangezien de giftige naalden een gevaar konden vormen.
De taxussoorten worden veel gebruikt in modellerende- en siertuinbouw. Meer dan 400 cultivars van taxussoorten zijn bekend, de overgrote meerderheid van deze zijn gekweekt uit de venijnboom Taxus cuspidata en de hybride tussen hen (Taxus × media). Het populairst hiervan is de "Ierse taxus" (Taxus baccata 'Fastigiata'), een cultivar van de gewone taxus.
De taxusboom is een frequent symbool in de christelijke poëzie van T.S. Eliot, vooral in zijn Vier Kwartetten.
Van de weinige Friese runeninscripties zijn er vier ontdekt in taxushout, een houtsoort die bij de Germanen een magische betekenis had. Runen werden onder andere aangewend bij toverformules, voorspellingen, rituele offers of vervloekingen.
Het volk van de Eburonen (later Texuandri en Toxandriërs genoemd) en Toxandrië werden naar de taxus genoemd.

## Soorten
Het geslacht Taxus telt volgende soorten:
- Venijnboom (Taxus baccata)
- Taxus brevifolia
- Taxus canadensis
- Taxus chinensis
- Taxus cuspidata
- Taxus floridana
- Taxus globosa
- Taxus sumatrana
- Taxus wallichiana